# Grandeur et Décadence (film, 1922)
Pour les articles homonymes, voir Grandeur et décadence.
Pour plus de détails, voir Fiche technique et Distribution.
Grandeur et Décadence (titre original : Daydreams) est un film muet américain écrit et réalisé par Buster Keaton et Edward F. Cline sorti en 1922.

## Synopsis
Lorsqu'un jeune homme sans le sou fait sa demande en mariage au père de l'élue de son cœur, il se fait renvoyer pour chercher de quoi lui assurer un avenir financier. S'il ne se fait pas une situation, il devra mettre fin à ses jours avec un pistolet prêté par le père pour l'occasion.
Parti chercher fortune, le jeune homme se révèle maladroit dans toute entreprise...

## Fiche technique
- Titre : Grandeur et Décadence
- Titre original : Daydreams
- Réalisation : Buster Keaton et Edward F. Cline
- Scénario : Buster Keaton, Edward F. Cline et Roscoe Arbuckle[1] (non crédité)
- Photographie : Elgin Lessley
- Direction technique : Fred Gabourie
- Producteur : Joseph M. Schenck
- Société de production : Buster Keaton Comedies
- Société de distribution : First National Pictures
- Pays de production :  États-Unis
- Langue : film muet avec les intertitres en anglais
- Format : Noir et blanc — 35 mm — 1,37:1 — Muet
- Genre : Comédie
- Durée : deux bobines
- Date de sortie :
  - États-Unis : novembre 1922

## Distribution
- Buster Keaton : le jeune homme
- Renée Adorée : sa promise
- Joe Keaton : le père de la promise
- Edward F. Cline : le directeur du théâtre
- Joe Roberts : le maire